# Крик (Marvel Comics)
Крик (англ. Scream) — суперзлодейка и антигероиня, появляющаяся в комиксах издательства Marvel Comics. Впервые появилась в комиксе Venom: Lethal Protector #4 (май 1993) как один из пяти симбиотов, насильно порождённых Веномом. Первой носительницей Крика была Донна Диего (англ. Donna Diego), после неё — Патриция Робертсон (англ. Patricia Robertson) и Энди Бэнтон (англ. Andi Benton).
Донна Диего была психологически неустойчивой охранницей, работавшей в организации «Фонд жизни». Как и четверо других сотрудников, Донна соединилась с симбиотом для уничтожения Венома. Позже Крик решает убить всех симбиотов, однако Веном побеждает её. После этого Донна начинает помогать другим симбиотам с целью искупить вину за свои прошлые преступления; несмотря на это, Эдди Брок, решивший очистить Землю от симбиотов, убивает Диего.
Крик соединяется со скелетом Донны, временно оживив её, однако вскоре сливается с Патрицией Робертсон. Крик пытается остановить злодея Карнажа, собирающего кодексы с позвоночников тех, кто когда-либо был соединён с симбиотом. В попытке помешать Карнажу Робертсон гибнет в сражении с ним. После этого Крик соединяется с Энди Бэнтон, девушкой, которая была смертельно ранена Карнажем, и исцеляет её.
Крик заняла 8-е место в списках «13-ти самых могущественных симбиотов Marvel Comics» по версии Screen Rant и «9-ти самых могущественных симбиотов» по версии Collider.

## Вне комиксов

### Видеоигры
Крик появляется в игре Spider-Man 2 (2023). Её создаёт Гарри Озборн / Веном и помещает на тело Мэри Джейн Уотсон; симбиот подпитывает её разочарование и неуверенность в себе и нападает на Человека-паука. Во время сражения супергерой мирится с Мэри Джейн и та возвращает контроль над волей и разумом, в результате чего Крик отделяется от неё; лишившись носителя, симбиот вскоре погибает.